# HD 93083 b
HD 93083 b, nombrado por la Unión Astronómica Internacional (UAI) como Melquíades, es un planeta extrasolar que orbita a la estrella HD 93083 en la constelación de Antlia. Probablemente tiene menos masa que Júpiter (tiene 0,37 de su masa), sin embargo solamente su masa mínima es conocida. La distancia media del planeta a HD 93083 es de 0,477 UA, aproximadamente la mitad de la distancia de la Tierra al Sol. Su órbita es un poco excéntrica (0,14). Este exoplaneta recibió un nombre de parte del país de Colombia, este recibió el nombre de Melquíades, de parte del ganador del Premio Nobel de Literatura Gabriel García Márquez.
El período orbital de HD 93083 b es aproximadamente de 143,58 días (0,3931 años).